# NGC 5906
NGC 5906 é uma nuvem estelar, parte da galáxia NGC 5907, na direção da constelação de Draco. O objeto foi descoberto pelo astrônomo William Parsons em 1860, usando um telescópio refletor com abertura de 72 polegadas. 